# 重返危機現場
《重返危機現場》（英語：Seconds From Disaster）是在國家地理頻道播放的一個電視紀錄片系列，由英國Darlow Smithson Productions製作共三季45集。2007年3月7日播放了最後一集後，被同一製作公司製作的新節目《十萬火急》取代。但之后又於2011年9月在國家地理頻道播出第四季。
重返危機現場的最大特色是以生還者（或是受難者遺孀等）回想經過配以官方資料，在相似場景中或以電腦成像技术以順序形式重演事件發生的經過至發生意外的一刻，並分析每場事故的起因和經過對事件的影響。
此外，在第一季第八集開始加入由素人演員所演繹的模擬劇來讓事件過程可以更加真實的呈現在觀眾面前。

## 每集內容
| 季數 | 集数 | 集数 | 首播日期      | 首播日期       |
| 季數 | 集数 | 集数 | 首映          | 季终           |
| ---- | ---- | ---- | ------------- | -------------- |
| 1    | 13   | 13   | 2004年7月6日  | 2004年10月26日 |
| 2    | 19   | 19   | 2005年6月28日 | 2006年7月11日  |
| 3    | 13   | 13   | 2006年7月25日 | 2007年3月7日   |
| 4    | 6    | 6    | 2011年9月5日  | 2011年10月10日 |
| 5    | 6    | 6    | 2012年3月11日 | 2012年4月22日  |
| 6    | 10   | 10   | 2012年7月22日 | 2012年12月29日 |
| 7    | 2    | 2    | 2018年2月15日 | 2018年2月22日  |

## 类似節目
- 歷史零時差（Zero Hour）
- 災難鑑識（Blueprint for Disaster）
- 空中浩劫（Mayday／Air Crash Investigation）
- 绝处逢生（Trapped）
- 十万火急（Situation Critical）

## 外部連結
- 《重返危機現場》
- 互联网电影数据库（IMDb）上《重返危機現場》的资料（英文）
- TV.com: Seconds From Disaster （页面存档备份，存于）